# دي اتش اكس ميديا
دي اتش اكس ميديا (ديكود هاليفاكس ميديا) هي شركة إنتاج وتوزيع وبث كندية. تأسست عام 2006 عن طريق اندماج شركتي ديكود للترفيه وهاليفاكس فيلم كومباني. تعمل الشركة في مجال الإنتاج والتوزيع الدولي لبرامج الأطفال.
1. ↑  وصلة مرجع: https://content.wildbrain.com/uploads/2021/04/Wildbrain-IR-Deck_Apr-9-21.pdf.
2. ↑  Sylvain, Matthew (23 أكتوبر 2012). "DHX purchase of Cookie Jar completed". KidScreen. مؤرشف من الأصل في 2017-07-13. اطلع عليه بتاريخ 2012-12-29.

- الموقع الرسمي
- DHX Media في قاعدة بيانات الرسوم المتحركة الكبيرة
- Decode Entertainment في قاعدة بيانات الرسوم المتحركة الكبيرة
- Studio B Productions في قاعدة بيانات الرسوم المتحركة الكبيرة
- Bulldog Interactive Fitness website